# Disney Souvenirs
Disney Souvenirs, Disney Family Album en version originale, est une série documentaire d'une demi-heure diffusée sur Disney Channel dans les années 1980. Elle était narrée par Buddy Ebsen. La série s'est intéressée aux artistes et aux acteurs qui ont aidé à créer les films et les parcs Disney.

## Épisodes
| Episode | Titre, personnalité                   | Date de diffusion | Commentaires |
| ------- | ------------------------------------- | ----------------- | --- |
| 1       | Clarence "Ducky" Nash                 | 9 juin 1984       | |
| 2       | Ward Kimball                          | 20 juillet 1984   | |
| 3       | Sherman Brothers                      | 3 août 1984       | |
| 4       | Jimmy MacDonald                       | 4 septembre 1984  | |
| 5       | Milt Kahl                             | 5 octobre 1984    | |
| 6       | Ken Anderson                          | 6 novembre 1984   | |
| 7       | Disneyland Designers                  | 7 décembre 1984   | interviews de John Hench, Herbert Ryman, Morgan "Bill" Evans et Tony Baxter alors jeune |
| 8       | Eric Larson                           | 8 janvier 1985    | |
| 9       | Peter Ellenshaw et Harrison Ellenshaw | 9 février 1985    | |
| 10      | Woolie Reitherman                     | 10 mars 1985      | |
| 11      | Frank Thomas                          | 11 avril 1985     | |
| 12      | Voice Actors                          | 12 mai 1985       | interviews de John Byner, Phil Harris, Will Ryan, Sterling Holloway, Dickie "Pinocchio" Jones, Paul Winchell, Wayne Allwine, Hal Smith, Alan Young, John Hurt, Kathryn Beaumont, Eva Gabor, Adriana Caselotti et Ward Kimball à propos des voix des Sept nains. |
| 13      | WED Imagineers                        | 13 juin 1985      | interviews de Randy Bright, Bill Justice, Tim Delaney, X. Atencio, et Dave Feiten |
| 14      | Golden Horseshoe Revue                | 14 juillet 1985   | interviews de Wally Boag, Fulton Burley, Betty Taylor et Dana Daniels |
| 15      | Ollie Johnston                        | 15 août 1985      | |
| 16      | Annette Funicello                     | 16 septembre 1985 | |
| 17      | Marc Davis                            | 17 octobre 1985   | |
| 18      | The Milottes and the Beebes           | 18 novembre 1985  | Alfred Milotte, sa femme Elma Milotte, Ford Beebe, Lloyd Beebe, sur les films animaliers de Disney et la série True-Life Adventures |
| 19      | Fess Parker / Buddy Ebsen             | 19 décembre 1985  | |
| 20      | The Storymen                          | 20 janvier 1986   | interviews des artistes Vance Gerry, Larry Clemmons et Jack Hannah |